# Epipedobates tricolor
Epipedobates tricolor (Boulenger, 1899) è una rana appartenente alla famiglia Dendrobatidae.
Ha una lunghezza compresa tra 1 e 4 centimetri. Diffusa in particolar modo nella parte centrale dell'Ecuador, è nota nel mondo scientifico per la sua forte tossicità, che può anche essere letale. Di notevole importanza ai fini terapeutici, la scoperta di una molecola prodotta dalla rana, l'epibatidina, che si è dimostrata un analgesico fino a 200 volte più potente della morfina.